# Merkúr erdélyi vajda
Merkúr (Mercurius) az első név szerint ismert erdélyi vajda, aki két oklevél tanúsága szerint Könyves Kálmán uralkodása idején töltötte be a tisztséget.